# Тябакаси
Тябака́си (рос. Тябакасы, чув. Тяпакасси) — присілок у Чувашії Російської Федерації, у складі Ільїнського сільського поселення Моргауського району.
Населення — 150 осіб (2010; 171 в 2002, 244 в 1979; 253 в 1939, 111 в 1926, 125 в 1906, 91 1858).

## Історія
Історична назва — Тебакаси. Утворився як виселок села Срітенське (Ішаки). До 1866 року селяни мали статус державних, займались землеробством, тваринництвом. 1930 року утворено колгосп «Осоавіахім». До 1920 року присілок перебував у складі Татаркасинської волості Козьмодемьянського, до 1927 року — Чебоксарського повіту. 1927 року присілок переданий до складу Татаркасинського району, 1939 року — до складу Сундирського, 1962 року — до складу Чебоксарського, 1964 року — до складу Моргауського району.